# Grimelda van Hongarije
Grimelda van Hongarije, in het Hongaars Árpád-házi Maria Grimelda of voor de Byzantijnen Elena (circa 989 - circa 1026), was een Hongaarse prinses alsook doge-gemalin of dogaressa van de republiek Venetië (1011-1026), tijdens de middeleeuwen.

## Portretten

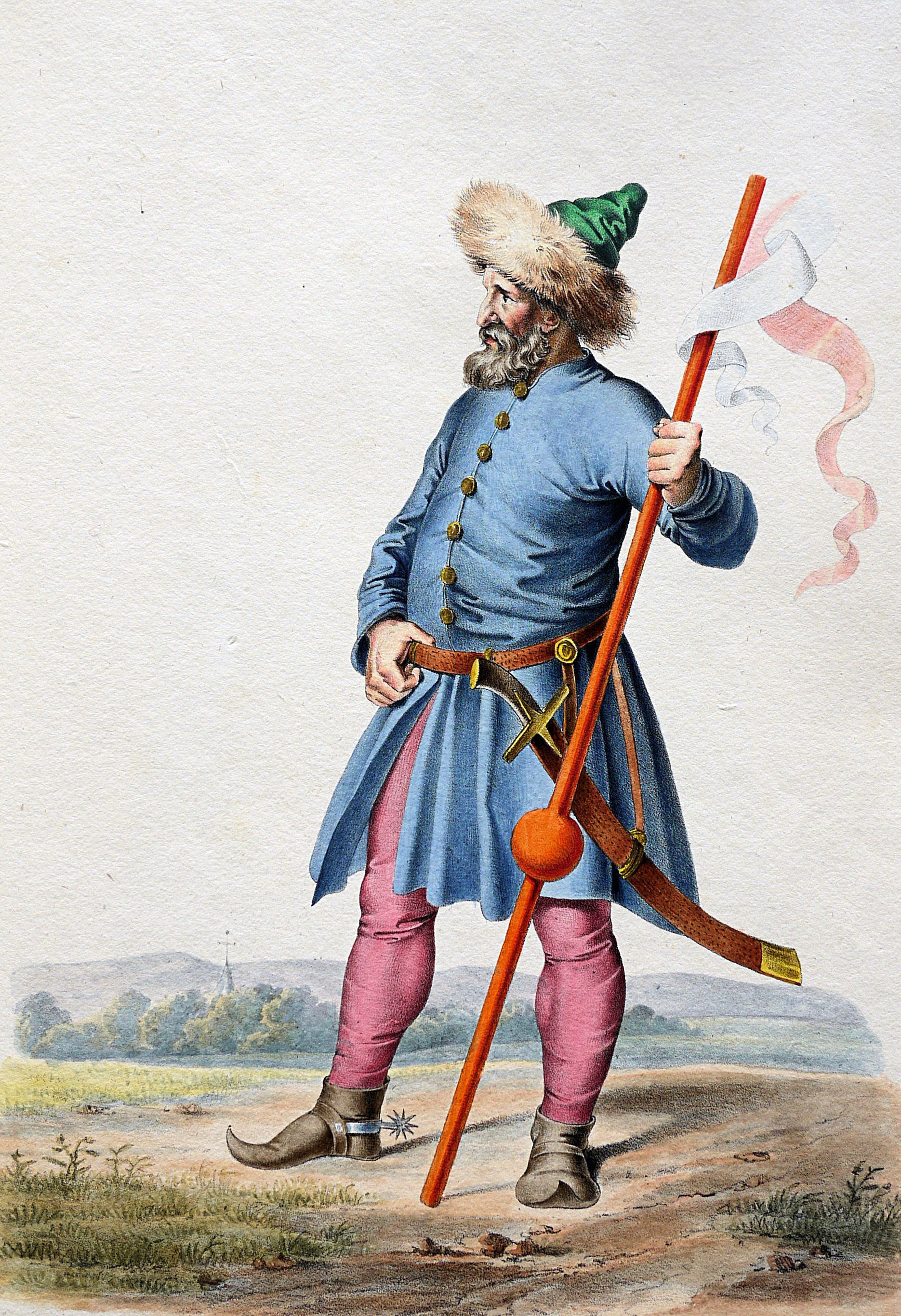
Haar vader Géza van Hongarije
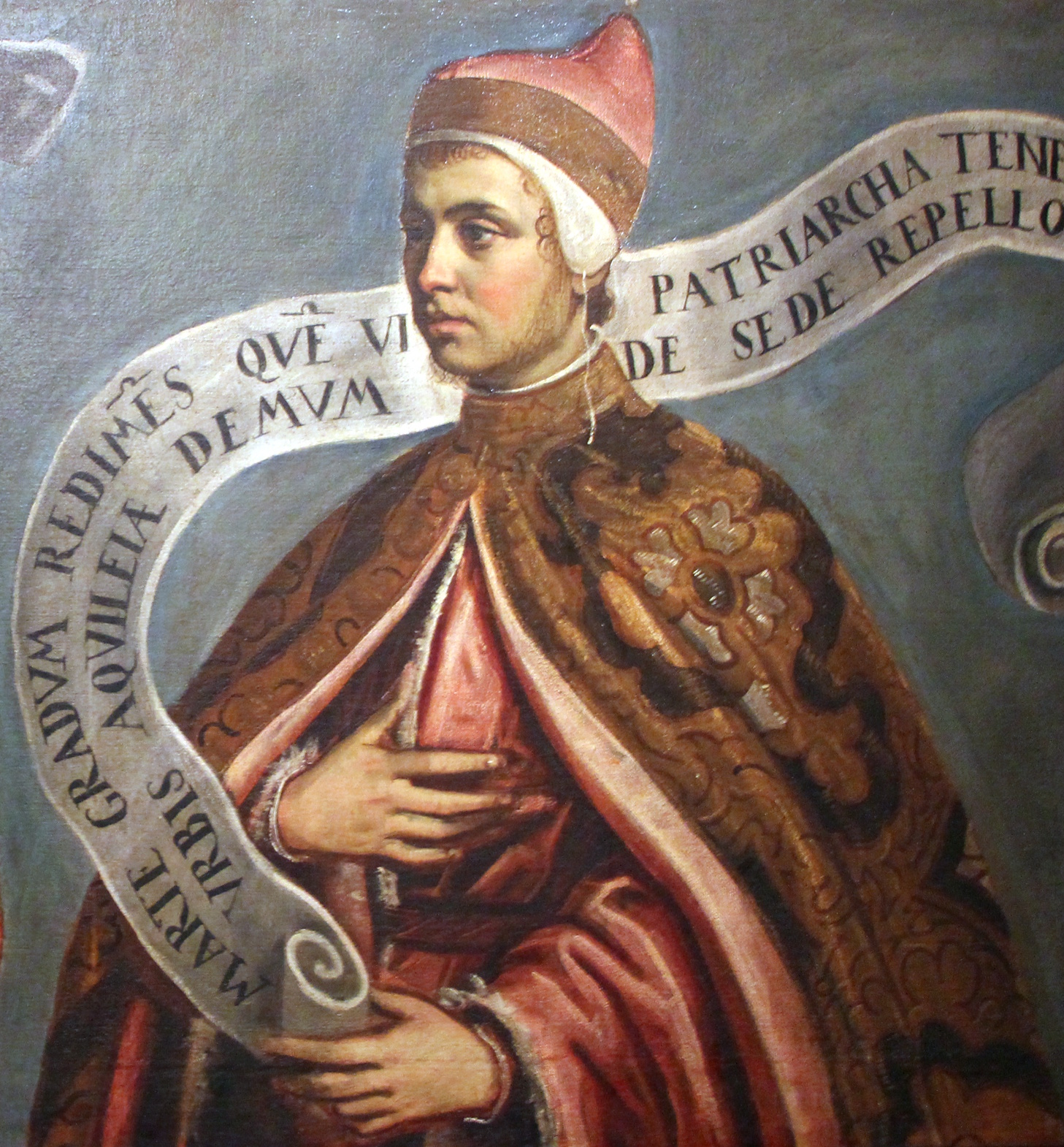
Haar man doge Ottone Orseolo van Venetië

## Levensloop
Zij was een dochter van vorst Géza, leider van de Magyaren en diens tweede echtgenote Adelajda uit het Huis Piasten. Derhalve behoorde zij tot de dynastie der Árpáden en was zij een halfzus van de heilige Stefanus, die aanzien wordt als de eerste koning van Hongarije.
In 1009 of 1011 (naargelang de bron) huwde zij met Ottone Orseolo (993-1032), de 27e doge van Venetië. Deze had zijn vader Pietro II Orseolo opgevolgd in 1009 op de dogetroon. Het ambt hing in naam af van het keizerrijk Byzantium. De doopnaam van haar man was Pietro maar eenmaal doge nam hij de naam aan van zijn peetvader, keizer Otto III van het Heilige Roomse Rijk. Terwijl Ottone vocht in Dalmatië is het bekend dat zij twee kinderen opvoedde die de volwassen leeftijd bereikten. De kroniekschrijver Andrea Dandolo schreef over haar in zijn Chronicon Venetum dat zij een verfijnde smaak had en vele talenten had.
In 1022 sloeg de familie een eerste maal op de vlucht. In Venetië was de situatie te gevaarlijk toen de families Flabanaci en Gradenigo aasden op de dogetroon. Grimelda verbleef met haar man en kinderen in Istrië. Pas in 1024 keerden ze terug naar de dogestad. In 1026 liet Pietro Barbolano zich uitroepen tot doge; keizer Koenraad II trok met troepen samen richting Venetië en Aquileja. De regering van Ottone kwam ten val. Grimelda volgde haar man in ballingschap naar Constantinopel, en dit zonder hun kinderen. Van haar werd niets meer gehoord. Haar man mocht in 1032 terugkeren naar Venetië doch stierf op zee.

## Kinderen
- Peter Orseolo (circa 1011-1059), koning van Hongarije
- Frozza Orseolo (circa 1015-1071), markgravin-gemalin van Oostenrijk